# Phytomyza nigrociliata
Phytomyza nigrociliata este o specie de muște din genul Phytomyza, familia Agromyzidae, descrisă de Mitsuhiro Sasakawa în anul 1961. Conform Catalogue of Life specia Phytomyza nigrociliata nu are subspecii cunoscute.